# Toulski Oroujeïny Zavod
Pour les articles homonymes, voir Toz (homonymie).
 (mars 2021).
Si vous disposez d'ouvrages ou d'articles de référence ou si vous connaissez des sites web de qualité traitant du thème abordé ici, merci de compléter l'article en donnant les références utiles à sa vérifiabilité et en les liant à la section « Notes et références ».

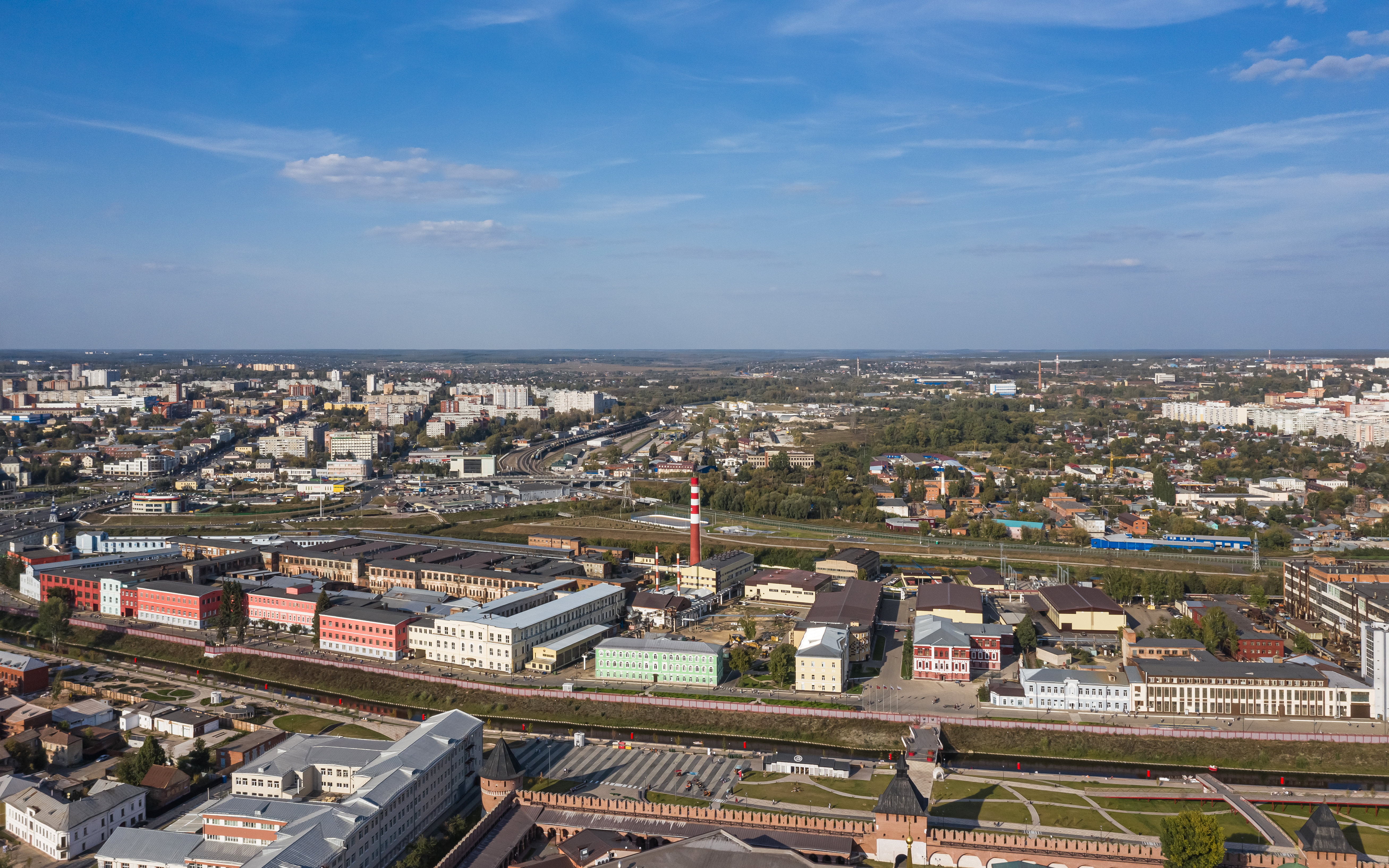
Toulski Oroujeïny Zavod

Le Toulski Oroujeïny Zavod (russe : Тульский оружейный завод que l'on peut traduire par « usine d'armement de Toula ») est l'une des plus anciennes manufactures d'armes encore en activité en Russie.
Pierre le Grand fit bâtir un arsenal en 1712 à Toula, ville située à 200 km au sud de Moscou. Avec l'arrivée des Soviétiques, le nom fut changé en Usine d'armes de Toula. Aujourd'hui la manufacture Toulski Oroujeïny Zavod fabrique des armes réputées pour des utilisations civiles et militaires sous la marque TOZ et emploie 6 000 personnes à Toula.
Elle est connue pour fabriquer les VSS Vintorez, 9A-91, AS Val et les fusils TOZ conçus par le TsNIITochMash. L'usine produisit aussi d'autres fusils militaires dont le Mosin-Nagant, l'AK-47 et le SKS. La manufacture fut aussi l'un des principaux producteurs du revolver M1895 et du S&W no 3 russe, sans oublier les fameux pistolets Tokarev TT 33 (Un des deux T vient de Tokarev et le second de Toula (en russe : Пистолет Тульский Токарева, модель 1933 года, « Pistolet Toulsky-Tokarev modèle 1933 »)) et le pistolet libre de sport TOZ 35.

## Lien externe

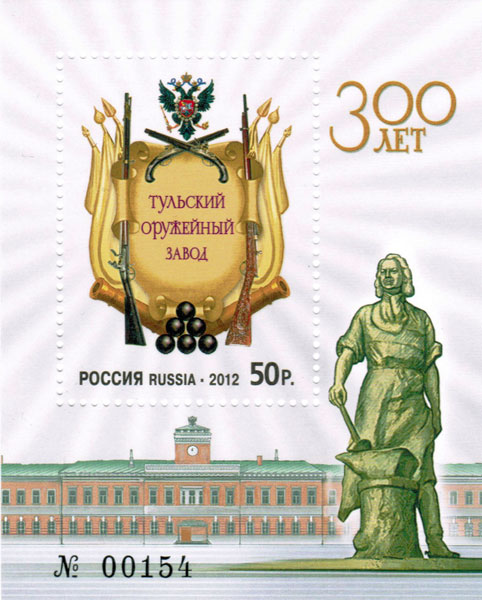
Timbre russe de 2012 pour le tricentenaire de la manufacture, avec la statue de Pierre le Grand (1910) devant la manufacture, par Robert Bach.